# Cylindrocystis obesa
Cylindrocystis obesa là một loài Song tinh tảo trong họ Mesotaeniaceae, thuộc chi Cylindrocystis.